# Rod Espinosa
Rod Espinosa (* Philippinen) ist ein philippinisch-amerikanischer Comicautor und -zeichner.

## Werdegang
Er schloss ein Studium am Don Bosco Technical College mit einem Zertifikat in Technischem Zeichnen für Architektur ab und bekam einen Hochschulabschluss mit einem BFA Major in Werbekunst von der Santo-Tomas-Universität in Manila. Vier Jahre nach seinem Abschluss siedelte er in die USA um.
Seine ersten Geschichten erschienen in den Ninja-High-School-Annuals. Er zeichnete einige Hefte von Ninja High School, bevor seine ersten eigenen Geschichten (For*Eternity, Chronicles Of The Universe und Battle Girlz) veröffentlicht wurden. Seine erste bekanntere Arbeit war The Courageous Princess bei Antarctic Press, die als Die mutige Prinzessin in deutscher Übersetzung beim eidalon Verlag erschienen ist. Die Geschichte war ursprünglich als Roman konzipiert, wurde dann aber als Graphic Novel umgesetzt. Bisher sind drei Bände erschienen, ein Vierter ist in Planung.
Diese Arbeit führte zu Nominierungen beim Ignatz Award 2000 in den Kategorien „Vielversprechendes neues Talent“ und „Bester Künstler“. 2002 wurde der Titel in der Kategorie „Bester Titel für junge Leser“ für den Eisner Award nominiert. Er verfasste auch die Neotopia-Serie, eine futuristische Fantasygeschichte über eine Welt, die sich nach einer Ära von zerstörerischer Wirtschaft und persönlicher Gier sehr zum Guten gewandelt hat. Diese Serie ist auf Deutsch als Novotopia beim eidalon Verlag erschienen und wurde für den Max-und-Moritz-Preis 2006 in der Kategorie „bester Comic für Kinder“ nominiert.
Neben seinen eigenen Projekten ist Rod Espinosa auch als Redakteur für die amerikanische Ausgabe von How To Draw Manga zuständig, er ist auch einer der Autoren der Serie, sowie für sämtliche Annuals und Swimsuit-Ausgaben, die bei Antarctic Press erscheinen und in denen Geschichten und Zeichnungen der Fans veröffentlicht werden, verantwortlich. Er hat gerade seine Arbeit an einer Comicversion von Alice im Wunderland abgeschlossen.
Rod Espinosa lebt in San Antonio, Texas.

## Werke
- Die mutige Prinzessin Band 1–3, eidalon Verlag 2003
- Novotopia, Band 1–2, eidalon Verlag 2003